# Liga Mayor Dominicana de Fútbol
La Liga Mayor Dominicana de Fútbol fou la màxima competició de la República Dominicana de futbol. Es disputà entre els anys 2002 i 2014.
És la competició continuadora del Campionat de la República Dominicana de futbol i predecessor de la Liga Dominicana de Fútbol.

## Equips Liga Mayor 2015
- Atlántico FC (Puerto Plata)
- San Cristóbal FC (San Cristóbal)
- Atlético Vega Real (La Vega)
- Bauger FC (Santo Domingo)
- Cibao FC (Santiago de los Caballeros)
- Club Atlético Pantoja (Santo Domingo)
- Club Barcelona Atlético (Santo Domingo)
- Delfines del Este FC (La Romana)
- Moca FC (Moca)
- O&M FC (Santo Domingo)

## Historial
Font:
- 2001-02: Baninter (Jarabacoa)
- 2002-03: Baninter (Jarabacoa)
- 2003-04: no es disputà
- 2004-05: CD Pantoja
- 2005-06: no es disputà
- 2007: Barcelona FC
- 2007-08: no es disputà
- 2009: CD Pantoja
- 2010: Don Bosco[3]
- 2011-12: CD Pantoja[4]
- 2012-13: Don Bosco[5]
- 2014: Don Bosco